# Amastris inornata
Amastris inornata är en insektsart som beskrevs av Broomfield 1976. Amastris inornata ingår i släktet Amastris och familjen hornstritar. Inga underarter finns listade i Catalogue of Life.